# Batalha de Tigranocerta
A Batalha de Tigranocerta (em armênio/arménio:  Տիգրանակերտի ճակատամարտը, Tigranakerti tchakatamartə) foi travada em 6 de outubro de 69 a.C. entre as forças da República Romana, lideradas por Lúcio Licínio Lúculo, e as do exército do Reino da Armênia, do rei Tigranes, o Grande. Os armênios foram derrotados e sua capital, Tigranocerta, foi capturada.
Esta batalha ocorreu no contexto da Terceira Guerra Mitridática entre Roma e Mitrídates VI, do Reino do Ponto, cuja filha, Cleópatra, era casada com Tigranes. Mitrídates fugiu para a corte de seu genro depois da Batalha de Cabira e os romanos invadiram a Armênia para capturá-lo. Depois de cercar Tigranocerta, as forças romanas recuaram para um rio próximo com a aproximação do principal exército armênio. Fingindo uma recuada, os romanos cruzaram o rio em um vau e atacaram o flanco direito do exército armênio. Depois que os romanos derrotaram os catafractários armênios, o restante do exército armênio, formado principalmente de recrutas sem treinamento e tropas camponesas alistadas por todo o grande império armênio, entrou em pânico e fugiu deixando os romanos no comando do campo de batalha.

## Contexto
A expansão de Tigranes para o Oriente Médio levou à criação de um Império Armênio que se estendia por toda a região. Com seu sogro e aliado protegendo seu flanco ocidental, Tigranes conseguiu conquistar territórios na Pártia, na Mesopotâmia e no Levante. Na Síria, Tigranes começou a construção da cidade de Tigranocerta, batizada em sua homenagem, para a qual importou uma variedade enorme de povos, incluindo árabes, gregos e judeus. Rapidamente a nova capital se tornou o quartel-general de Tigranes na Síria e floresceu como um grande centro da cultura helenística, completa com teatros, parques e reservas de caça.
Porém, este período de hegemonia armênia na região foi curto, especialmente por causa de uma série de vitórias romanas nas Guerras Mitridáticas. O atrito entre os dois países já existia havia décadas, embora somente durante a Terceira Guerra Mitridática é que Roma, liderada por Lúcio Licínio Lúculo, conseguiu um avanço significativo contra Mitrídates, forçando-o a se refugiar na corte de Mitrídates. Lúculo enviou Ápio Cláudio Pulcro como embaixador até Antioquia para exigir que Tigranes entregasse seu sogro sob pena de, em caso de recusa, enfrentar uma guerra contra a República Romana. Tigranes recusou as exigências de Ápio Cláudio e afirmou que se prepararia para a guerra. 
Lúculo se espantou ao saber da reação dos armênios e, em 70 a.C., começou a se preparar para uma invasão. Mesmo sem o mandato do Senado para iniciar uma guerra, Lúculo tentou justificar sua invasão identificando seu inimigo como sendo o próprio Tigranes e não o povo armênio. No verão de 69 a.C., Lúculo atravessou a Capadócia, cruzou o Eufrates e invadiu a província armênia de Sofena (Tsop'k), onde ficava Tigranocerta.

## Cerco de Tigranocerta
Tigranes, que estava em Tigranocerta no verão de 69 a.C., não apenas foi pego de surpresa pelo rápido avanço de Lúculo pela Armênia como também ficou espantado pelo simples fato de a invasão ter ocorrido. Incapaz de se organizar perante aos fatos por algum tempo, ele enviou um general chamado Mitrobarzanes à frente de dois ou três mil cavaleiros para atrasar Lúculo, mas fracassou quando este destacamento foi completamente destruído pelos 1 600 cavaleiros liderados pelo legado Sextílio.
Ao saber desta derrota, Tigranes entregou a defesa da cidade ao general Manceu e partiu para recrutar um exército nos montes Tauro. Apesar disto, os legados de Lúculo conseguiram destruir dois destacamentos que marchavam para ajudar o rei em Tigranocerta e chegaram a lutar contra as forças de Tigranes num desfiladeiro nos montes Tauro. Porém, Lúculo resolveu não perseguir Tigranes enquanto tinha pela frente o caminho livre até Tigranocerta; ele avançou e começou a cercar a capital armênia. Tigranocerta ainda era uma cidade em construção no começo do cerco no final do verão em 69 a.C.. A cidade tinha sido fortificada e, segundo o historiador grego Apiano, contava com grossas e altas muralhas que chegavam a 25 metros de altura, um formidável obstáculo a um cerco prolongado.
Ao avançar em direção à capital, Lúculo lança cerco a cidades menores, como a vassala arménia Samósata. Nesta, os defensores arremessam nafta ígnea sobre os soldados romanos, assando-os nas suas armaduras, impedindo uma tomada rápida.
Fazendo cerco sobre a capital, as armas de cerco romanas empregadas em Tigranocerta foram repelidas pelos defensores, que prosseguem no uso bastante eficiente de nafta, o que fez desta batalha, nas palavras de um estudioso, "a primeira na qual se utilizaram armas químicas". Porém, a lealdade da população da cidade ainda não havia sido testada. Como Tigranes havia removido habitantes de várias regiões à força para popularem sua nova capital, sua lealdade ao rei ainda era uma dúvida. Quando Tigranes e seu novo exército apareceram numa colina de frente para a cidade, estes habitantes "saudaram sua [de Lúculo] chegada com gritos e comemorações e, de pé sobre a muralha, apontaram de forma ameaçadora os armênios para os romanos".

## Forças
Apiano afirma que Lúculo embarcou de Roma com apenas uma legião. Ao chegar na Anatólia para a guerra contra Mitrídates VI, quatro outras legiões foram acrescentadas ao seu exército. O tamanho total de sua força seria de 30 000 infantes e 1 600 cavaleiros. Depois do recuo de Mitrídates para a Armênia, Apiano estimou que a força invasora de Lúculo seria de apenas duas legiões e 500 cavaleiros, embora seja muito improvável que ele tenha de fato invadido a Armênia com um exército tão pequeno. O historiador Adrian Sherwin-White afirma que o tamanho do exército de Lúculo era de 12 000 legionários experientes (três legiões) e 4 000 homens entre cavaleiros provinciais e infantaria leve. O exército romano foi posteriormente reforçado por milhares de aliados gauleses, trácios e bitínios, tanto na infantaria quanto na cavalaria.
O exército de Tigranes claramente era superior em números. Segundo Apiano, eram 250 000 infantes e 50 000 cavaleiros. Muitos estudiosos, porém, duvidam destes números e acreditam que estão claramente exagerados. Alguns historiadores, principalmente Plutarco, escreveram que Tigranes considerou o exército de Lúculo muitíssimo pequeno e teria dito, ao vê-lo, que "se são embaixadores, são muitos; se são soldados, muito poucos"; estudiosos modernos duvidam da veracidade desta citação. Tigranes também contava com milhares de catafractários, sua formidável cavalaria pesada armada com cotas de malha, lanças e arcos.

## Batalha

Império Armênio na época da Terceira Guerra Mitridática. Em destaque, Tigranocerta. Para o nordeste, Artaxata ("Artashat").

Os dois exércitos convergiram para o rio Batmane, a sudoeste de Tigranocerta.
O exército de Tigranes estava posicionado na margem leste do rio e Lúculo, que havia deixado a sua retaguarda para manter o cerco à cidade, seguiu para encontrar o exército armênio pela margem oeste. Os armênios estavam dispostos em três colunas, com dois reis vassalos de Tigranes liderando os flancos direito e esquerdo e o próprio Tigranes com seus catafractários comandando o centro. O resto de seu exército permaneceu em frente a uma coluna, uma posição que seria mais tarde explorada por Lúculo.
As tropas romanas primeiro tentaram convencer Lúculo a não lutar pois a data, 6 de outubro, era infame por causa da desastrosa Batalha de Aráusio, na qual o general Quinto Servílio Cepião e seu exército foram completamente derrotados pelas tribos germânicas dos címbrios e teutônicos. Ignorando as crenças de seus homens, Lúculo teria respondido: "Certamente eu farei deste dia, também, um dia de sorte para os romanos".
Cowan & Hook sugere que Lúculo teria disposto suas forças em uma linha única, fazendo com que a vanguarda de seu exército fosse o mais larga quanto era possível para tentar conter tentativas de flanqueamento pela cavalaria armênia. Ele ordenou que vários de seus homens seguissem rio abaixo, onde era possível atravessá-lo, um movimento que foi confundido por Tigranes como sendo uma tentativa de fuga por parte de Lúculo. Um dos comandantes de Mitrídates, Taxiles, que estava com Tigranes, informou ao rei que "quando estes homens estavam apenas marchando, não colocaram suas armaduras radiantes e nem estavam com seus escudos polidos e elmos descobertos como estão agora, com as proteções de couro retiradas de suas armaduras. Não, este esplendor significa que irão lutar e que estão agora avançando sobre seus inimigos".
Lúculo decidira realizar uma "carga acelerada" com sua infantaria, uma tática militar romana que minimizava o tempo que o inimigo podia utilizar seus arqueiros e fundeiros antes do combate corpo-a-corpo. Porém, ele decidiu contra a tática no último momento ao perceber que os catafractários armênios eram a maior ameaça aos seus homens; ele ordenou então um ataque diversionário com sua cavalaria gaulesa e trácia contra os catafractários. Com a atenção da elite armênia ocupada, Lúculo formou duas coortes em manípulos e ordenou que elas atravessassem o rio. Seu objetivo era flanquear os catafractários de Tigranes circundando em sentido anti-horário a colina atrás das forças armênias para atacá-los pela retaguarda.
Lúculo liderou pessoalmente a carga e, ao chegar no alto da colina, gritou: "O dia é nosso, companheiros!". Ele eu instruções especiais para as coortes para que atacasse as pernas e as coxas dos cavalos, as áreas menos reforçadas da armadura dos catafractários. Lúculo atacou morro abaixo com suas coortes e seu plano se mostrou fatal para os armênios: os catafractários foram pegos de surpresa e, na tentativa de escaparem, os cavaleiros acabaram desorganizando as próprias linhas, que ruíram.
A infantaria, que também era composta por muitos não-armênios, começou a debandar e o caos se instaurou por todo o exército de Tigranes. Enquanto ele próprio fugia com sua caravana de bagagem para o norte, toda a linha de seu exército ruiu. As baixas relatadas para o exército de Tigranes são imensas, com estimativas variando de 10 000 até 100 000 mortos.
Plutarco afirma que, do lado romano, "apenas uma centena foi ferida e somente cinco foram mortos", números claramente pouco realistas. Cowan & Hook, apesar de considerarem estes número ridículos, acreditam que a vitória romana claramente foi obtida com um número desproporcionalmente baixo de mortos.

## Eventos posteriores e legado
Sem nenhum exército para defender Tigranocerta e com uma população estrangeira que alegremente abriu os portões para os romanos, o exército de Lúculo saqueou completamente a capital armênia. A cidade foi sistematicamente "desconstruída", pedaço por pedaço. O tesouro do rei, estimado em 8 000 talentos foi capturado e cada soldado no exército romano recebeu 800 dracmas. A batalha também resultou em pedadas perdas territoriais, pois as terras do Império Armênio ao sul dos montes Tauro foram tomadas pelos romanos.
Apesar das pesadas perdas, a batalha não foi decisiva para o fim da guerra. Ao recuar para o norte, Tigranes e Mitrídates VI conseguiram atrair Lúculo ainda mais para o interior da Armênia, onde seria travada a Batalha de Artaxata. Em 68 a.C., as forças de Lúculo se amotinaram e se recusaram a avançar ainda mais, o que obrigou o general a retirar suas forças da Armênia no ano seguinte.
Esta batalha é lembrada por muitos historiadores especificamente por Lúculo conseguiu superar uma imensa desvantagem numérica contra suas forças. O filósofo italiano Nicolau Maquiavel, em "A Arte da Guerra", criticou a forte dependência de Tigranes em sua cavalaria em detrimento de sua infantaria.